# Резвяков, Николай Павлович
Никола́й Па́влович Резвяко́в (7 января 1942, с. Танайка, Елабужский район, Татарская АССР — 25 мая 1987, Казань) — советский врач, гистолог, доктор медицинских наук (1981), профессор (1986), декан лечебного факультета Казанского медицинского института (с 1983).

## Биография
Родился 7 января 1942 года в селе Танайка, Елабужский район, Татарская АССР, РСФСР.
В 1962 году поступил Казанский государственный медицинский институт, которое окончил в 1969 году. Получив диплом, работал врачом в Кокшанской участковой больницы Елабужского района, затем стал главным врачом этой больницы.
С 1970 года начал работать и преподавать на кафедре гистологии Казанского медицинского института (с 1985 года — гистологии и эмбриологии). В 1973 году защитил кандидатскую диссертацию на тему «Морфометрическое и гистохимическое изучение „трофического“ влияния нервов на скелетные мышцы и вкусовые луковицы». В 1975 году назначен заместителем декана педиатрического факультета Казанского мединститута.
В 1981 году защитил докторскую диссертацию. В 1983 году Резвяков стал деканом лечебного факультета института. В 1986 году был избран профессором.
Научные работы Николая Резвякова были связаны с проблемами пластичности скелетной мышцы, изучению роли нейротрофического контроля в поддержании фенотипа и регенерации мышечных волокон. Им были написаны труды по изучению регуляции сократительных характеристик мышцы. Его ученики впоследствии стали кандидатами и докторами наук, среди них А. П. Киясов, В. В. Валиуллин, Р. Р. Исламов, И. П. Мороз, Ф. А. Абдулхаев и др.
Умер 25 мая 1987 года в Казани.